# Moronobea

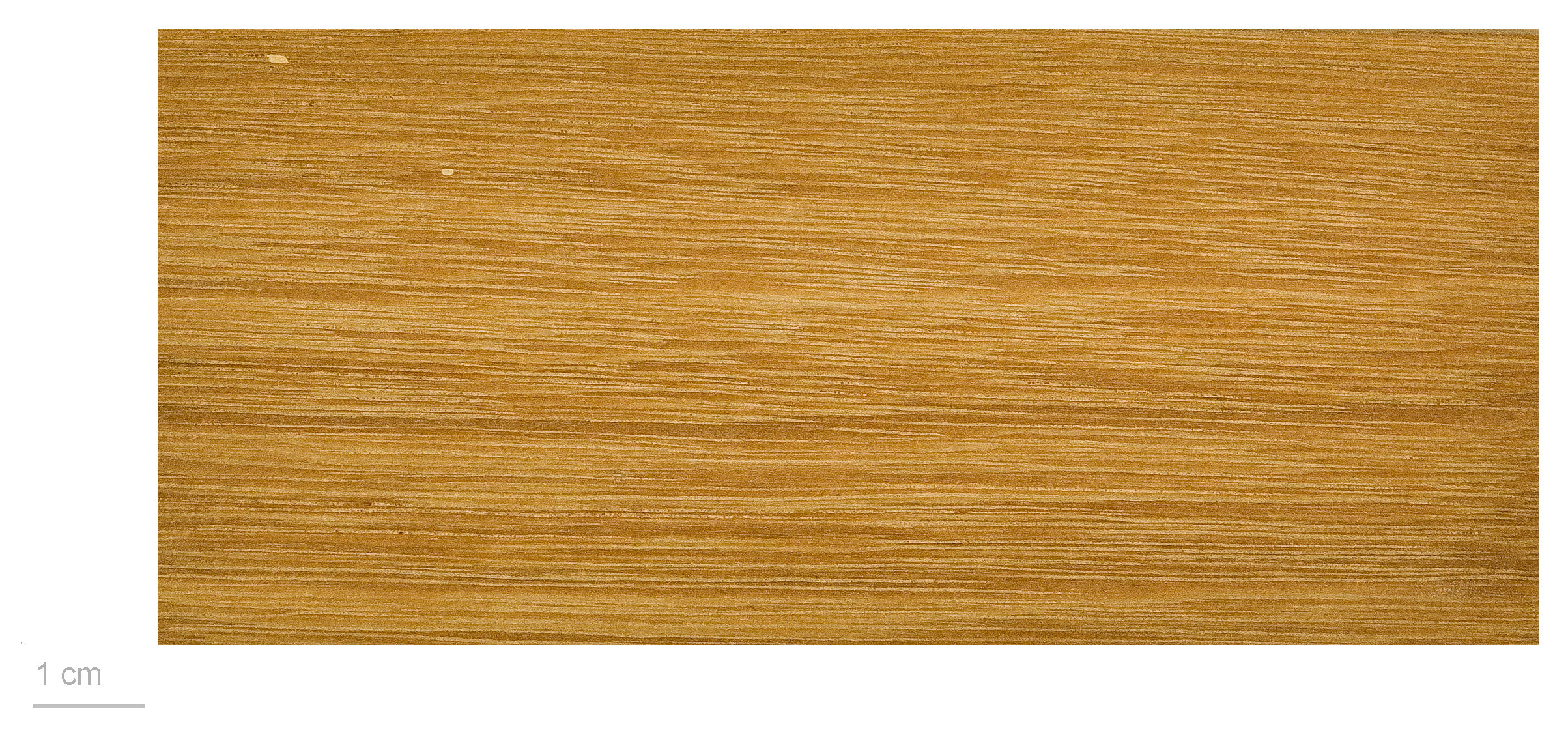
Monorobea coccinea

Moronobea es un género de plantas perteneciente a la familia Clusiaceae y el único género de la tribu Moronobeeae en la subfamilia Clusioideae.

## Descripción
Son árboles de tamaño mediano a grande, glabros con el látex de color amarillo. El género comprende 7 especies, originarias de América del Sur, 5 de ellas en Venezuela.
El látex resinoso de Moronobea coccinea y Moronobea riparia ha sido ampliamente utilizado por los Amerindios para calafateo, como una masilla, y también se quema como una fuente de iluminación.

## Especies
- Moronobea coccinea - maní del Orinoco[1]
- Moronobea intermedia
- Moronobea jenmanii
- Moronobea ptaritepuiana
- Moronobea riparia
- etc.